# Humberside Airport

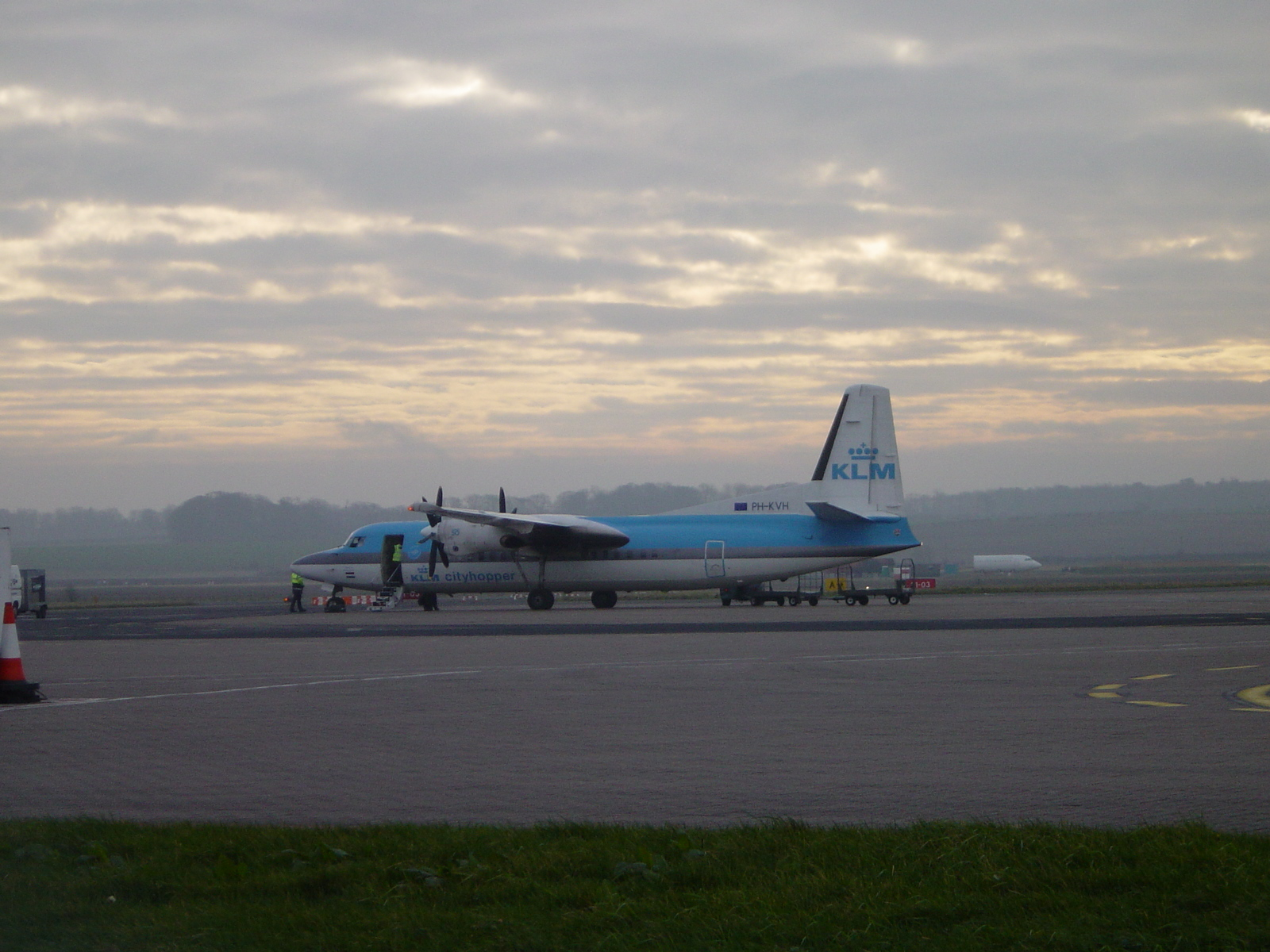
Toestel van KLM Cityhopper op Humberside Airport

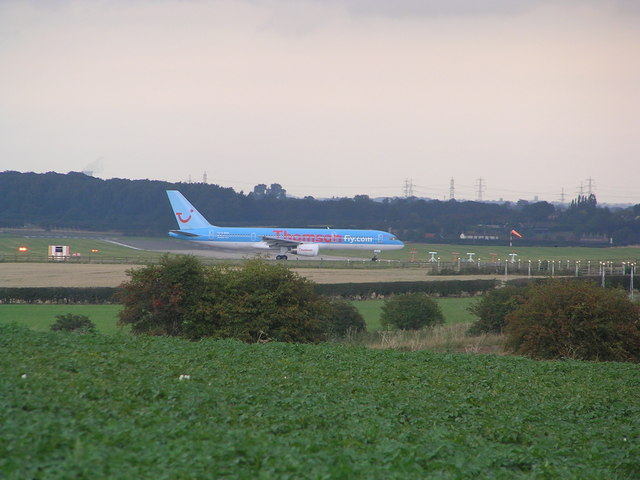
Toestel van Thomsonfly op Humberside Airport

Humberside Airport (IATA: HUY, ICAO: EGNJ) is gelegen in Kirmington in het gebied North Lincolnshire. Het vliegveld ligt aan de A18. Het is een kleine internationale luchthaven, die te maken heeft met hevige concurrentie van andere, grotere luchthavens in de regio, waaronder Leeds Bradford International Airport en East Midlands Airport. Deze bieden een breder scala aan vluchten, en zijn dus aantrekkelijker voor passagiers. In 2009 kreeg de luchthaven 336.649 passagiers te verwerken, een daling van 21,3% ten opzichte van 2008. De luchthaven stond daarmee op plaatst 28 van drukste luchthavens in het Verenigd Koninkrijk. In 2012 was het aantal passagiers gedaald tot 234.142.
Humberside Airport is de thuisbasis van Eastern Airways. De luchthaven is tevens een belangrijke uitvalbasis voor helikoptervluchten naar boorplatformen in de Noordzee.

## Geschiedenis
De luchthaven begon als een basis van de Royal Air Force. RAF Kirmington werd geopend in 1941 en was een basis voor bommenwerpers van de RAF. Na de Tweede Wereldoorlog werd de luchthaven door de luchtmacht verlaten, en werd jarenlang niet gebruikt voor vluchten. In 1974 werd de luchthaven heropend, onder de naam Kirmington Airport. Door de plaatselijke bevolking werd de luchthaven omgedoopt tot Humberside Airport, deze naam werd later de officiële naam voor de luchthaven. De belangrijkste start-en landingsbaan, 03/21 (nu 02/20), werd verlengd tot zijn huidige lengte in 1992, waardoor de luchthaven grotere vliegtuigen kon ontvangen.
In 1999 kocht Manchester Airports Group (MAG) de luchthaven. Het aantal passagiers bereikte een piek van meer dan een half miljoen per jaar in 2003-2004, onder meer dankzij een Ryanair-vlucht naar Dublin. Maar die werd in 2006 stopgezet, waardoor het personenverkeer met meer dan 100.000 passagiers per jaar daalde. In 2012 verkocht MAG de luchthaven aan de Eastern Group, waartoe ook Eastern Airways behoort. De luchthaven wordt sedertdien uitgebaat door de Humberside Airport Company, waarin naast de Eastern Group de plaatselijke North Lincolnshire Council participeert met 17,3%. 
In maart 2013 kreeg Bristow Helicopters een tienjarig contract van het Britse ministerie van transport voor search and rescue-vluchten, beginnend in april 2015. Hiervoor wordt een nieuwe helikopterbasis gebouwd aan de oostzijde van het vliegveld, die de grootste SAR-basis van het Verenigd Koninkrijk zou worden.